# Casket of Candleyes
『Casket of Candleyes』（カスケット・オブ・キャンダライズ）は、矢井田瞳のボックス・セット。2002年7月3日発売。発売元は東芝EMI。

## 解説
- 2001年11月から2002年3月まで行われたライブツアー「Candleyes Tour」のドキュメント映像およびライブ映像を収録したDVDをボックス・セット化したもの。
- ボックス・セットのみの特典として、40ページにわたるフォトブックがついているほか、ボックスにナンバーリングが施されている。
- 「Candle in the lives」「Candle in the eyes」は両方ともそれぞれ単一でも同時発売された。

## 収録内容
- 『Candle in the lives』
- 『Candle in the eyes』